# Musée Beaulne
Pour les articles homonymes, voir Beaulne.
Le musée Beaulne est un musée ouvert depuis 1976 et situé à Coaticook au Québec, Canada. Il est installé dans une maison de style Queen Anne nommé château Arthur-Osmore-Norton. Occupé jadis par la famille Norton, le bâtiment comprend au début des années 2020 une exposition permanente relatant l'histoire de la famille Norton, principalement celle d'Arthur-Osmore Norton (1845-1919) qui a fait fortune en fabriquant des crics pour les trains. Il présente aussi quelques expositions temporaires, orientées sur les arts et la culture.

## Histoire
Cette demeure, construite en 1912, appartint à Arthur Osmore Norton (1845-1919), qui fit fortune grâce à un cric à roulement à billes, inventé par Frank Sleeper de Coaticook. Norton acheta le brevet de Sleeper et assura la production à grande échelle de ce cric utilisé par les compagnies de chemin de fer. Les membres de cette famille contribuèrent à la promotion de la santé, de l'éducation ainsi que des arts dans la région. Harry A. Norton (1872-1948), fils d'Arthur, ainsi que son épouse, étaient des collectionneurs passionnés. Le Musée présente des photographies de l'intérieur de la résidence, prises en 1942 par le photographe George Nakash. À cette époque, l'édifice fut légué à la Church of England Female Orphan Asylum de Québec, qui en fit son pensionnat pour jeunes filles, le Bishop Mountain Hall.
En 1963, un comité des fêtes du centenaire de la ville et Denise Beaulne organisa une récolte d'objets d'époque afin de les présenter au public lors de festivités. La fête se termina mais la récolte prit son essor. Madame D. Beaulne demeura la personne ressource et la gardienne de ces objets. La collection était abritée dans un local de l'hôtel de ville et rapidement on réalisa que les objets collectionnés étaient d'une valeur patrimoniale. Régulièrement, le conseil municipal devait répondre aux adeptes de la collection qui voulaient mettre en valeur le patrimoine recueilli. Les objets furent relocalisés à plusieurs reprises et la collection prit de l'ampleur. En 1975, le musée obtient sa charte et un conseil d'administration fut formé. Le ministère des Affaires culturelles du Québec accrédita le musée et ce dernier bénéficia d'une subvention et de l'aide technique. Entretemps, la Ville de Coaticook acquit le château Norton où elle relocalisa le musée qui dut alors choisir son axe principal de développement : le costume et le textile.
Un comité administre le musée, institution à but non lucratif. Son directeur-conservateur à temps plein assume la responsabilité de la mise sur pied d'expositions destinées tant aux chercheurs qu'au public en général.
Le château Arthur-Osmore-Norton, l'édifice du musée, a été reconnu monument historique le 25 septembre 1986.